# SMS Albatross
El SMS Albatross fue un cañonero de la Marina Imperial Alemana botado y puesto en servicio en 1871. El SMS Nautilus le siguió poco después como buque gemelo. Sirvió como cañonera en ultramar hasta que se convirtió en buque de reconocimiento en 1888. Retirado de la lista el 9 de enero de 1899, fue vendido y utilizado como buque carbonero hasta que naufragó en una tormenta en marzo de 1906.